# 聖なる三位一体 (料理)

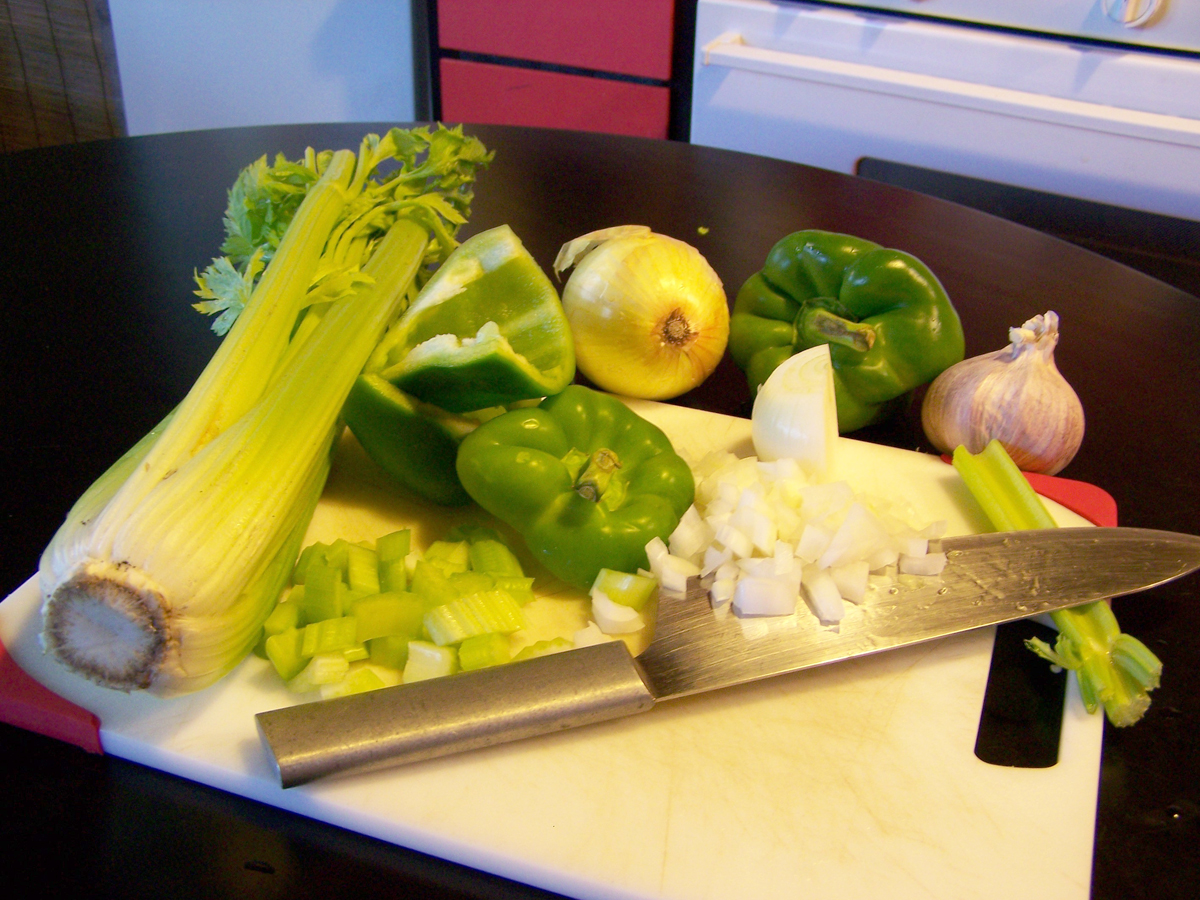
ケイジャンの三位一体

ケイジャン料理における聖なる三位一体（せいなるさんみいったい）、あるいはホーリー・トリニティ（英語: Holy trinity）とは、タマネギ、ピーマン、セロリからなっており、ルイジアナ州における地域料理のほとんどのベースになるものである。
エトゥフェ、ガンボ、ジャンバラヤなどのケイジャン料理やクレオール料理の下準備は全てこのベースからはじまる。
派生形としては三位一体の食材にニンニク、パセリ、エシャロットを加えるものもある。
三位一体はケイジャン料理やルイジアナ・クレオール料理におけるミルポワの派生形である。伝統的なミルポワはタマネギ2:ニンジン1:セロリ1の割合だが、三位一体は通常、3種の食材を同じ分量だけ入れるか、あるいはタマネギ2:セロリ1:緑のピーマン1という分量にする。

## 名前の語源
この読み方はキリスト教における三位一体の教義からくるものである。ルイジアナ州、とりわけアケイディアナ地域は非常にローマンカトリックが多い地域である。
この名称は1981年が初出である。おそらくポール・プルドームが普及させた。